# Mata Aho Collective

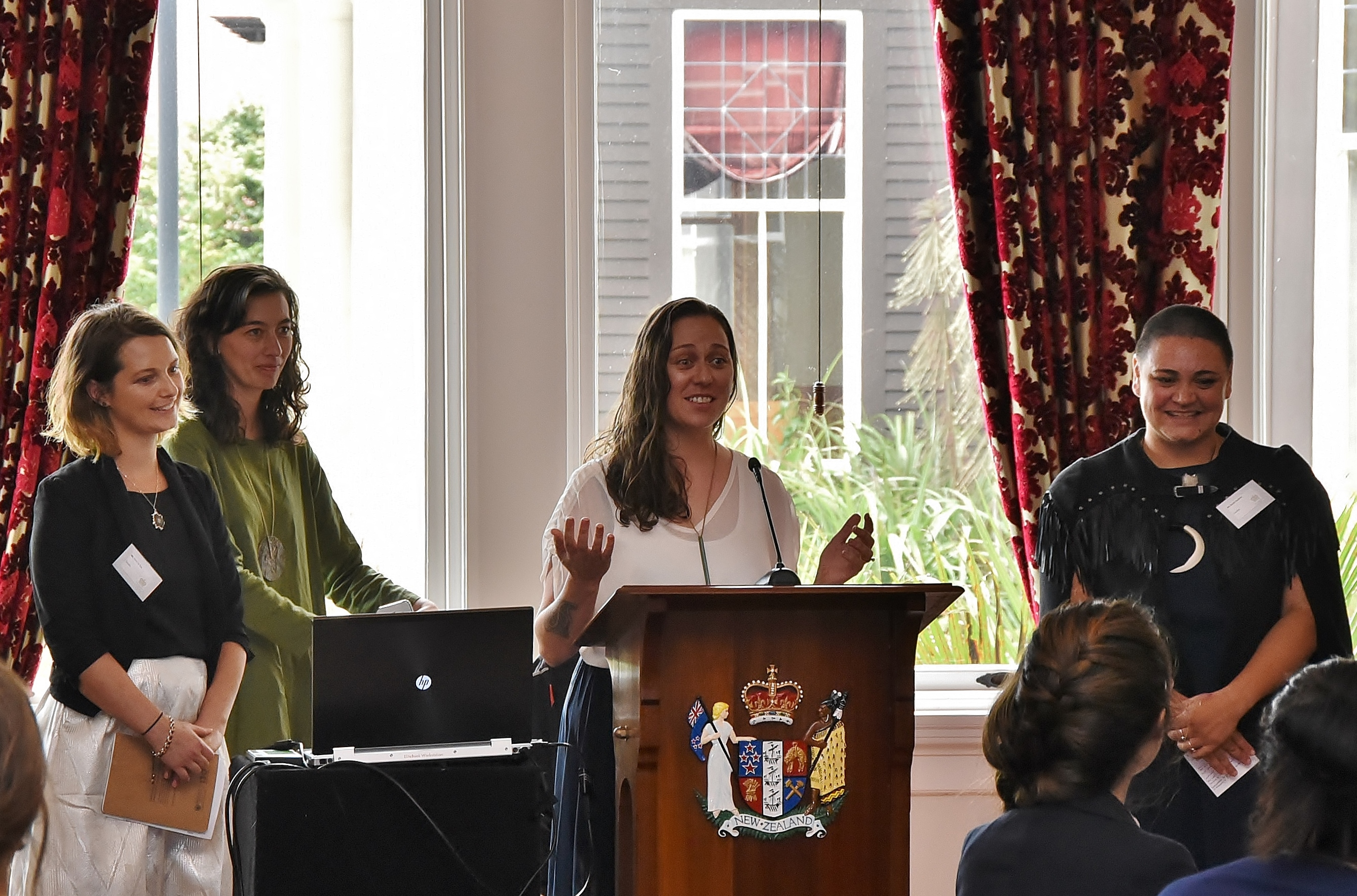
The Mata Aho Collective - Erana Baker, Sarah Hudson, Bridget Reweti und Terri Te Tau beim Venice Biennale Youth Forum (2017)

Mata Aho Collective ist eine Künstlergruppe, (gegründet 2012) bestehend aus Erena Baker (* 1984), Sarah Hudson (* 1986), Bridget Reweti (* 1985) und Terri Te Tau (* 1981) in Aotearoa Neuseeland. Alle vier sind Māori-Frauen.
Erena Baker (Te Atiawa ki Whakarongotai, Ngāti Toa Rangātira) absolvierte 2009 mit Auszeichnung den Master für Māori Visual Arts an der Massey University, Palmerston North. Sarah Hudson (Ngāti Awa, Ngāi Tūhoe) erlangte 2010 den Master of Fine Art an der Massey University. Bridget Reweti (Ngāti Ranginui, Ngāi Te Rangi) schloss ihr Studium mit dem Master (mit Auszeichnung) im Fach Māori Visual Arts an der Massey University ab und studierte anschließend an der Victoria University of Wellington. Terri Te Tau (Rangitāne ki Wairarapa) absolvierte nach einem Postgraduiertenstudium 2015 zusätzlich den Ph.D. für Kunst an der Massey University.
Das Mata Aho Collective arbeitet gemeinsam an großen, oft textilen Installationen, die mit Mana Wāhine in Verbindung stehen und sich auf die traditionelle Web- und Flechttechnik der Māori-Frauen bezieht. Te Whare Pora (2013), Kaokao, Stop Collaborate and Listen (2014) und Kiko Moana sind raumfüllende Installationen. Kiko Moana wurde 2017 auf der documenta 14 in Kassel ausgestellt. Auf der Kunstbiennale von Venedig 2024 erhielt das Kollektiv einen Goldenen Löwen als beste Teilnehmer in der Internationalen Ausstellung.